# 2001
2001 (MMI) là một năm thường bắt đầu vào Thứ hai của lịch Gregory, năm thứ 2001 của Công nguyên hay của Anno Domini, the năm thứ 1  của thiên niên kỷ 3 and the thế kỷ 21, và năm thứ  2   của thập niên 2000. 
Nó được chỉ định là:
- Trăm năm liên bang của Úc
- Năm Người tình nguyện quốc tế
- Năm Đối thoại giữa Văn minh Liên Hợp Quốc

## Sự kiện

### Tháng 1
- 1 tháng 1: Moritz Leuenberger trở thành Tổng thống Thụy Sĩ.
- 6 tháng 1: 
  - Bầu cử quốc hội Thái Lan.
  - Ariel Sharon được bầu thành làm Thủ tướng Israel.
- 7 tháng 1: John Agyekum Kufuor trở thành Tổng thống Ghana.
- 9 tháng 1: iTunes được thành lập.
- 13 tháng 1: Động đất tại El Salvador khiến 852 người chết.
- 15 tháng 1: Ngày thành lập Wikipedia.
- 20 tháng 1: Gloria Macapagal Arroyo trở thành Tổng thống Philippines.
- 26 tháng 1: Động đất tại Gujarat, Ấn Độ, khoảng 20.000 người chết.

### Tháng 2
- 2 tháng 2: José Maria Neves trở thành Thủ tướng Cabo Verde.
- 7 tháng 2: Ariel Scharon trở thành Thủ tướng Israel.
- 13 tháng 2: Động đất tại El Salvador làm 315 người chết.
- 18 tháng 2: Hyakujuu Sentai Gaoranger chính thức phát sóng.
- 20 tháng 2: Phần mềm diệt virus đầu tiên của Việt Nam chạy trên nền tảng hệ điều hành Windows D32 ra mắt.
- 25 tháng 2: Pedro Pires trở thành Tổng thống Cabo Verde.

### Tháng 3
- 25 tháng 3: Na Uy trở thành thành viên của Hiệp ước Schengen.

### Tháng 4
- 3 tháng 4: Cuộc thi Hoa hậu Trái Đất ra đời tại Philippines.
- 29 tháng 4: Bầu cử quốc hội Sénégal.

### Tháng 5
- 8 tháng 5: Serbia và Montenegro trở thành thành viên Ngân hàng Thế giới
- 30 tháng 5 – 10 tháng 6: Cúp Liên đoàn các châu lục 2001 tổ chức tại Nhật Bản và Hàn Quốc, đội tuyển bóng đá quốc gia Pháp lần đầu tiên giành chức vô địch.

### Tháng 6
- 7 tháng 6: Tony Blair tái đắc cử thủ tướng Anh.
- 17 tháng 6 – 8 tháng 7: Giải vô địch bóng đá trẻ thế giới 2001 tổ chức tại Argentina, đội tuyển bóng đá U-20 quốc gia Argentina lần thứ 4 giành chức vô địch.
- 17 tháng 6: Bầu cử quốc hội Bulgaria.
- 20 tháng 6: Pervez Musharraf trở thành nhà lãnh đạo quốc gia Pakistan.
- 24 tháng 6: Ilir Meta trở thành lãnh đạo chính phủ Albania.

### Tháng 7
- 28 tháng 7: Alejandro Toledo Manrique trở thành Tổng thống Peru

### Tháng 9
- 10 tháng 9: Bầu cử quốc hội Na Uy.
- 11 tháng 9: Sự kiện 11 tháng 9 khiến gần 3000 người chết.[1]
- 13 – 30 tháng 9: Giải vô địch bóng đá U-17 thế giới 2001 tổ chức tại Trinidad và Tobago, đội tuyển bóng đá U-17 quốc gia Pháp lần đầu tiên giành chức vô địch.
- 21 tháng 9: Arnold Rüütel trở thành Tổng thống Estonia.
- 21 tháng 9: Nổ tại thành phố Toulouse, Pháp khiến 31 người thiệt mạng.
- 23 tháng 9: Bầu cử quốc hội Ba Lan.

### Tháng 10
- 19 tháng 10: 
  - Kjell Magne Bondevik trở thành Thủ tướng Na Uy.
  - Leszek Miller trở thành lãnh đạo chính phủ Ba Lan.
- 25 tháng 10: Microsoft chính thức phát hành Windows XP.

### Tháng 11
- 3 tháng 11: Bầu cử tại Singapore.
- 5 tháng 11: Bầu cử quốc hội Azerbaijan.
- 12 tháng 11: Chuyến bay 587 của American Airlines đang bay gặp phải sự cố ngay sau khi cất cánh vào khu phố cảng Harbor của Queens, một quận của New York. Tất cả 260 người trên máy bay (251 hành khách và 9 thành viên phi hành đoàn) đã thiệt mạng, cùng với 5 người dưới mặt đất.
- Không rõ ngày: Webzen phát hành trò chơi điện tử nhập vai trực tuyến nhiều người chơi MU Online.

### Tháng 12
- 16 tháng 12:
  - Bầu cử quốc hội Chile.
  - Bầu cử tổng thống Madagascar.
- 31 tháng 12: Microsoft chính thức khai tử hàng loạt phiên bản Microsoft Windows từ Windows 1.0 đến Windows 95.

## Sinh

### Tháng 1
- 1 tháng 1: Winter (Kim Min-jeong), ca sĩ, vũ công người Hàn Quốc, thành viên nhóm nhạc nữ aespa

### Tháng 2
- 21 tháng 2: Iulian Ilie, cầu thủ bóng đá người România

### Tháng 3
- 9 tháng 3: Jeon Somi (Ennik Somi Douma), nữ ca sĩ người Hàn Quốc, cựu thành viên nhóm nhạc nữ I.O.I
- 14 tháng 3: Ziva Magnolya, nữ ca sĩ, diễn viên người Indonesia
- 18 tháng 3: Quang Anh, ca sĩ người Việt Nam

### Tháng 4
- 15 tháng 4: Anastasia Margriet Joséphine van Lippe-Biesterfeld van Vollenhoven, con gái của hoàng tử Maurits của Oranje-Nassau và Marilène van den Broek
- 25 tháng 4: Eduarda Braum, Hoa hậu Siêu quốc gia Brasil 2025, Hoa hậu Siêu quốc gia 2025
- 27 tháng 4: Andrea Aguilera, Á hậu Trái Đất Ecuador 2019, Hoa hậu Hòa bình Ecuador 2021, Á hậu Hòa bình Quốc tế 2021, Hoa hậu Siêu quốc gia 2023

### Tháng 5
- 1 tháng 5: Đỗ Nhật Nam, sinh viên, người viết sách, dịch giả người Việt Nam
- 18 tháng 5: hoàng tử Alfons Constantin Maria, con trai của hoàng tử Maximilian của Liechtenstein và Angela Gisela Brown

### Tháng 6
- 18 tháng 6: Lê Nguyễn Bảo Ngọc, Á hậu Thế giới Việt Nam 2022, Hoa hậu Liên lục địa 2022

### Tháng 7
- 20 tháng 7: Đỗ Thị Hà, Hoa hậu Việt Nam 2020
- 29 tháng 7: Võ Lê Quế Anh, Á khôi Đại học Huế 2020, Á hậu Du lịch Đà Nẵng 2022, Hoa hậu Hòa bình Việt Nam 2024

### Tháng 8
- 2 tháng 8: Changg (Nguyễn Huyền Trang), nữ ca sĩ người Việt Nam
- 13 tháng 8: Thạch Thu Thảo, Hoa khôi Đại học Nam Cần Thơ 2021, Á hậu các Dân tộc Việt Nam 2022

### Tháng 9
- 23 tháng 9:
  - Lại Quán Lâm (Eddie/Edward), ca sĩ người Đài Loan, cựu thành viên nhóm nhạc Wanna One
  - Tiara Andini, nữ ca sĩ, diễn viên, nhạc sĩ, người mẫu, vũ công, dẫn chương trình người Indonesia, á quân Indonesian Idol 2020

### Tháng 10
- 6 tháng 10: Honda Hitomi, nữ ca sĩ người Nhật Bản, cựu thành viên của các nhóm nhạc nữ AKB48, IZ*ONE và là thành viên của nhóm nhạc nữ Say My Name
- 8 tháng 10: Huh Yunjin, nữ ca sĩ người Hàn Quốc, thành viên nhóm nhạc nữ Le Sserafim
- 21 tháng 10: Bùi Xuân Hạnh, á quân Gương mặt người mẫu Việt Nam 2023, Hoa hậu Hoàn Vũ Việt Nam 2023
- 26 tháng 10: Elisabeth Thérèse Marie Hélène, con gái của Vua Philippe của Bỉ và Mathilde d'Udekem d'Acoz

### Tháng 11
- 19 tháng 11: Wren Evans (Lê Phan), ca sĩ kiêm sáng tác nhạc, rapper, nhà sản xuất thu âm người Việt Nam
- 20 tháng 11: Pháp Kiều (Nguyễn Thanh Pháp), rapper người Việt Nam
- 22 tháng 11: Vin Quốc Anh (Nguyễn Quốc Anh), ca sĩ kiêm sáng tác nhạc người Việt Nam

### Tháng 12
- 1 tháng 12: Công chúa Aiko, con gái của Thái tử Naruhito của Nhật Bản và Owada Masako
- 12 tháng 12: Rosy (Mai Huyền My), nữ ca sĩ người Việt Nam, thành viên nhóm nhạc nữ LipB
- 18 tháng 12: Billie Eilish, nữ ca sĩ, nhạc sĩ người Mỹ
- 23 tháng 12: Thiện Y Thuần, nữ ca sĩ kiêm nhạc sĩ người Trung Quốc

## Mất

### Tháng 1
- 1 tháng 1: Ray Walston, diễn viên Mỹ (s. 1914)
- 2 tháng 1: William P. Rogers, Bộ trưởng Ngoại giao Mỹ (s. 1913)
- 12 tháng 1:
  - Luiz Bonfá, nhạc công ghita, nhà soạn nhạc Brasil (s. 1922)
  - William Hewlett, nhà tư bản công nghiệp Mỹ, người thành lập tập đoàn Hewlett-Packard (s. 1913)
  - Adhemar Ferreira da Silva, vận động viên điền kinh Brasil (s. 1927)
  - Witold Szalonek, nhà soạn nhạc Ba Lan (s. 1927)
- 14 tháng 1: Karl Bednarik, họa sĩ, nhà văn Áo (s. 1915)
- 16 tháng 1: Laurent-Désiré Kabila, Tổng thống Cộng hòa Dân chủ Congo (s. 1939)
- 21 tháng 1: Ludwig Engelhardt, nhà điêu khắc Đức (s. 1924)
- 24 tháng 1: Eduard Schütz, nhà thần học Đức (s. 1928)
- 26 tháng 1: Ingeborg Bingener, nữ chính khách và tác gia Đức (s. 1922)
- 28 tháng 1:
  - Hartmut Reck, diễn viên Đức (s. 1932)
  - Max Weiler, họa sĩ Áo (s. 1910)
- 31 tháng 1: Heinz Starke, chính khách Đức (s. 1911)

### Tháng 2
- 4 tháng 2: J. J. Johnson, nhạc sĩ jazz Mỹ (s. 1924)
- 8 tháng 2:
  - Giuseppe Casoria, Hồng y Giáo hội Công giáo La Mã (s. 1908)
  - Tisa voncủa Schulenburg, nữ nghệ nhân Đức (s. 1903)
- 11 tháng 2: Maurice Zermatten, nhà văn Thụy Sĩ (s. 1910)
- 12 tháng 2: Kristina Söderbaum, nữ diễn viên Thụy Điển (s. 1912)
- 13 tháng 2: Manuela, nữ ca sĩ Đức (s. 1943)
- 17 tháng 2: Richard Wurmbrand, nhà thần học Romania (s. 1909)
- 18 tháng 2:
  - Balthus, họa sĩ (s. 1908)
  - Dale Earnhardt, Mỹ NASCAR-Fahrer (s. 1951)
- 19 tháng 2:
  - Charles Trenet, nam ca sĩ, nhà soạn nhạc, thi sĩ và họa sĩ Pháp (s. 1913)
  - Stanley Kramer, nhà sản xuất, đạo diễn điện ảnh Mỹ (s. 1913)
- 20 tháng 2: Karl Hasel, nhà lâm học Đức (s. 1909)
- 21 tháng 2: José Alí Lebrún Moratinos, Hồng y Giáo hội Công giáo La Mã (s. 1919)
- 22 tháng 2: Evelyn Holt, nữ diễn viên Đức (s. 1908)
- 24 tháng 2: Claude Elwood Shannon, nhà toán học Mỹ (s. 1916)
- 25 tháng 2: Paul Huber, nhà soạn nhạc Thụy Sĩ (s. 1918)
- 26 tháng 2:
  - Jale Inan, nhà nữ khảo cổ học Thổ Nhĩ Kỳ (s. 1917)
  - Arturo Uslar Pietri, nhà văn, nhà ngoại giao và chính khách (s. 1906)

### Tháng 3
- 4 tháng 3: Gerardo Barbero, kỳ thủ Argentina (s. 1961)
- 6 tháng 3: Ngọc Lan, ca sĩ hải ngoại (s. 1956)
- 12 tháng 3: Robert Ludlum, nhà văn, diễn viên và nhà sản xuất người Mỹ (s. 1927)
- 13 tháng 3: Alen Pivac, cầu thủ bóng đá người Thụy Sĩ (s. 1976)
- 22 tháng 3: William Hanna, đạo diễn, diễn viên lồng tiếng, nhạc sĩ và Nhà sản xuất phim hoạt hình người Mỹ (s.1910)
- 31 tháng 3:
  - Clifford Shull, nhà vật lý học Mỹ (s. 1915)
  - Gillian Dobb, nữ diễn viên Mỹ (s. 1929)

### Tháng 4
- 1 tháng 4: Trịnh Công Sơn nhạc sĩ người Việt Nam(s. 1939)
- 3 tháng 4: Martin Christoffel, kỳ thủ Thụy Sĩ (s. 1922)
- 7 tháng 4: Beatrice Straight, nữ diễn viên Mỹ (s. 1914)
- 15 tháng 4: Joey Ramone, nam ca sĩ Mỹ (s. 1951)
- 16 tháng 4: Klaus Kindler, diễn viên Đức (s. 1930)
- 20 tháng 4: Giuseppe Sinopoli, nhà soạn nhạc, nhạc trưởng, nhà y học và nhà khảo cổ học người Ý (s. 1946)
- 23 tháng 4: Albert Oeckl, giáo sư Đức (s. 1909)
- 25 tháng 4: Michele Alboreto, tay đua ô tô người Ý (s. 1956)
- 28 tháng 4:
  - Evelyn Künneke, nữ ca sĩ, vũ công, diễn viên Đức (s. 1921)
  - Marie Jahoda, nhà nữ xã hội học Áo (s. 1907)
- 29 tháng 4: Andy Phillip, cầu thủ bóng rổ Mỹ (s. 1922)
- 30 tháng 4: Andreas Kupfer, cầu thủ bóng đá Đức (s. 1914)

### Tháng 5
- 2 tháng 5:
  - Heinz te Laake, nghệ nhân Đức (s. 1925)
  - Wolfgang Greese, diễn viên Đức (s. 1926)
- 4 tháng 5: Rudi Strahl, nhà thơ trữ tình, nhà soạn kịch người Đức (s. 1931)
- 9 tháng 5:
  - Heinz Bethge, nhà vật lý học Đức (s. 1919)
  - Y Ngông Niê Kdăm, chính khách, Nhà giáo Nhân dân người  Việt Nam, dân tộc Êđê (s. 1922)
  - Johannes Poethen, nhà văn Đức (s. 1928)
  - Nikos Sampson, Tổng thống Cộng hòa Kypros (s. 1935)
- 10 tháng 5: Werner Schuster, chính khách Đức (s. 1930)
- 11 tháng 5:
  - Douglas Adams, nhà văn Anh (s. 1952)
  - Klaus Schlesinger, nhà báo, nhà văn Đức (s. 1937)
- 12 tháng 5: Perry Como, nam ca sĩ Mỹ (s. 1912)
- 13 tháng 5: Jason Miller, nhà soạn kịch, diễn viên người Mỹ (s. 1939)
- 26 tháng 5: Alberto Korda, nhiếp ảnh gia Cuba (s. 1928)
- 28 tháng 5:
  - Tony Ashton, nhạc sĩ nhạc rock Anh (s. 1944)
  - Francis Bebey, nhà văn, nhạc sĩ Pháp (s. 1929)
  - Francisco Varela, triết gia, nhà sinh vật học Chile (s. 1946)

### Tháng 6
- 1 tháng 6: Birendra, vua của Nepal (s. 1945)
- 3 tháng 6: Anthony Quinn, diễn viên Mỹ (s. 1915)
- 4 tháng 6:
  - Felicitas Kukuck, nhà soạn nhạc Đức (s. 1914)
  - John Hartford, nhà soạn nhạc Mỹ (s. 1937)
- 6 tháng 6: Douglas Lilburn, nhà soạn nhạc New Zealand (s. 1915)
- 11 tháng 6: Pierre Étienne Louis Eyt, Hồng y Tổng Giám mục Bordeaux (s. 1934)
- 13 tháng 6: Siegfried Naumann, nhà soạn nhạc Thụy Điển (s. 1919)
- 17 tháng 6: Thomas Joseph Winning, Hồng y Tổng Giám mục Glasgow (s. 1925)
- 21 tháng 6: John Lee Hooker, nhạc sĩ nhạc blues Mỹ (s. 1917)
- 25 tháng 6: Kurt Hoffmann, đạo diễn phim Đức (s. 1910)
- 27 tháng 6: Jack Lemmon, diễn viên Mỹ (s. 1925)
- 28 tháng 6:
  - Emil Bücherl, nhà khoa học Đức (s. 1919)
  - Arno Reinfrank, nhà văn, nhà xuất bản và dịch giả Đức (s. 1934)
  - Joan Sims, nữ diễn viên Anh (s. 1930)
- 29 tháng 6: Silvio Angelo Pio Oddi, Hồng y Giáo hội Công giáo La Mã (s. 1910)
- 30 tháng 6:
  - Chet Atkins, nhạc sĩ nhạc country Mỹ (s. 1924)
  - Joe Henderson, nhạc sĩ jazz Mỹ (s. 1937)

### Tháng 7
- 3 tháng 7:
  - Johnny Russell, nhà soạn nhạc, nhạc sĩ nhạc country Mỹ (s. 1940)
  - Mordecai Richler, nhà văn Canada (s. 1931)
- 5 tháng 7:
  - Ernie K-Doe, nam ca sĩ Mỹ (s. 1936)
  - Hélène de Beauvoir, nữ họa sĩ Pháp (s. 1910)
- 8 tháng 7:
  - Ernst Baier, vận động viên trượt băng nghệ thuật Đức (s. 1905)
  - Christl Haas, nữ vận động viên chạy ski Áo (s. 1943)
  - Ernst Baier, vận động viên trượt băng nghệ thuật Đức (s. 1905)
- 16 tháng 7: Morris, họa sĩ vẽ tranh cho truyện comic Bỉ, tác giả (Lucky Luke) (s. 1923)
- 21 tháng 7:
  - Sivaji Ganesan, diễn viên Ấn Độ (s. 1927)
  - Einar Schleef, nhà văn, đạo diễn Đức (s. 1944)
  - Steve Barton, nam ca sĩ Mỹ (s. 1954)
- 25 tháng 7: Josef Klaus, chính khách Áo (s. 1910)
- 26 tháng 7: Giuseppe Maria Sensi, Hồng y Giáo hội Công giáo La Mã (s. 1907)
- 29 tháng 7: Wau Holland, nhà báo Đức, hacker (s. 1951)
- 31 tháng 7: Francisco da Costa Gomes, Thống chế, Tổng thống Bồ Đào Nha (s. 1914)

### Tháng 8
- 5 tháng 8: Hans Holt, diễn viên Áo (s. 1909)
- 6 tháng 8:
  - Jorge Amado, tác gia Brasil (s. 1912)
  - Dương Văn Minh, tổng thống cuối cùng của Việt Nam Cộng hòa (s. năm 1916)
- 9 tháng 8: Otti Pfeiffer, nữ văn sĩ, thi sĩ trữ tình Đức (s. 1931)
- 10 tháng 8:
  - Otto Schulmeister, nhà xuất bản Áo, tổng biên tập báo (s. 1916)
  - Werner Pirchner, nhà soạn nhạc Áo (s. 1940)
- 13 tháng 8: Út Trà Ôn, nghệ sĩ cải lương, được báo chí gọi là "Đệ Nhất Danh Ca" (s. 1919)
- 18 tháng 8: Roland Cardon, nhà soạn nhạc Bỉ, giáo sư (s. 1929)
- 19 tháng 8: Donald Woods, nhà báo, luật gia Nam Phi (s. 1933)
- 20 tháng 8: Fred Hoyle, nhà thiên văn học, nhà toán học, tác gia Anh (s. 1915)
- 22 tháng 8: Otto Borst, nhà sử học Đức (s. 1924)
- 23 tháng 8: Kathleen Freeman, nữ diễn viên Mỹ (s. 1919)
- 24 tháng 8:
  - Bernard Heuvelmans, nhà động vật học (s. 1916)
  - Donald A. Prater, nhà văn, nhà ngoại giaoAnh (s. 1918)
- 25 tháng 8:
  - Ken Tyrrell, tay đua xe người Anh (s. 1924)
  - Aaliyah, nữ ca sĩ nhạc R&B (s. 1979)

### Tháng 9
- 2 tháng 9:
  - Lothar Dombrowski, nhà báo người Đức (s. 1930)
  - Christiaan Barnard, nhà y học người Nam Phi (s. 1922)
- 3 tháng 9: Thuy Trang, nữ diễn viên người Mỹ/Việt Nam (s. 1973)
- 7 tháng 9: Franz Muhri, chính khách người Áo (s. 1924)
- 10 tháng 9: Alexei Suetin, kỳ thủ người Nga (s. 1926)
- 12 tháng 9: Rudolf Pörtner, nhà văn, sử học người Đức (s. 1912)
- 13 tháng 9:
  - Jaroslav Drobný, vận động viên khúc côn cầu trên băng (s. 1921)
  - Dorothy McGuire, nữ diễn viên Mỹ (s. 1916)
  - Charles Régnier, diễn viên người Đức (s. 1914)
- 15 tháng 9: Herbert Burdenski, cầu thủ, huấn luyện viên bóng đá người Đức (s. 1922)
- 16 tháng 9: Samuel Z. Arkoff, nhà sản xuất, đạo diễn phim người Mỹ (s. 1918)
- 20 tháng 9:
  - Marcos Pérez Jiménez, Tổng thống Venezuela (s. 1914)
  - Karl-Eduard von Schnitzler, nhà báo người Đức (s. 1918)
- 23 tháng 9:
  - Hoàng Thi Thơ, nhạc sĩ người Việt Nam (s. 1929)
  - Bruno Wiefel, chính khách, nghị sĩ quốc hội liên bang người Đức (s. 1924)
  - Henryk Tomaszewski, diễn viên kịch câm  người Ba Lan (s. 1919)
- 25 tháng 9: Herbert Klein, vận động viên bơi lội người Đức (s. 1923)
- 27 tháng 9: Philip Rosenthal, chính khách, doanh nhân người Đức (s. 1916)
- 29 tháng 9:
  - Georg Schuchter, diễn viên người Áo (s. 1952)
  - Nguyễn Văn Thiệu, cựu tổng thống Việt Nam Cộng hòa (s. 1923)
- 30 tháng 9:
  - Gerhard Ebeling, nhà thần học người Thụy Sĩ (s. 1912)
  - Jenny Jugo, nữ diễn viên người Áo (s. 1905)

### Tháng 10
- 9 tháng 10: Herbert Ross, biên đạo múa, đạo diễn phim người Mỹ (s. 1927)
- 14 tháng 10: David Lewis, triết gia Mỹ (s. 1941)
- 18 tháng 10: Micheline Ostermeyer, nữ vận động viên điền kinh, nghệ sĩ dương cầm người Pháp (s. 1922)
- 21 tháng 10: Anna Maria Jokl, nữ văn sĩ (s. 1911)
- 23 tháng 10:
  - Ken Aston, trọng tài bóng đá người Anh(s. 1915)
  - Ismat T. Kittani, nhà ngoại giao Iraq (s. 1929)
- 28 tháng 10: Dietmar Kamper, triết gia, nhà văn người Đức (s. 1936)
- 31 tháng 10: Régine Cavagnoud, nữ vận động viên chạy ski người Pháp (s. 1970)

### Tháng 11
- 1 tháng 11: Juan Bosch, chính khách, lãnh đạo nhà nước, nhà văn (s. 1909)
- 4 tháng 11: Dirk Schneider, chính khách Đức (s. 1939)
- 6 tháng 11: Anthony Shaffer, tác gia kịch bản Anh (s. 1926)
- 12 tháng 11: Tony Miles, kiện tướng cờ vua Anh (s. 1955)
- 14 tháng 11:
  - Oliver Hasenfratz, diễn viên Đức (s. 1966)
  - Lonzo Westphal, nhạc sĩ Đức (s. 1952)
- 15 tháng 11: Đoàn Chuẩn, nhạc sĩ Việt Nam (s. 1924)
- 23 tháng 11: Gerhard Stoltenberg, chính khách Đức, bộ trưởng liên bang (s. 1928)
- 24 tháng 11: Melanie Thornton, nữ ca sĩ nhạc pop Mỹ (s. 1967)
- 26 tháng 11:
  - Grete von Zieritz, nhà soạn nhạc, nghệ sĩ dương cầm Áo (s. 1899)
  - Werner-Viktor Toeffling, họa sĩ Đức (s. 1912)
  - Regine Hildebrandt, nhà nữ sinh vật học, chính khách người Đức (s. 1941)
- 28 tháng 11: Hermann Barche, chính khách Đức (s. 1913)
- 29 tháng 11: George Harrison, nhạc sĩ Anh (The Beatles) (s. 1943)

### Tháng 12
- 6 tháng 12:
  - Alois Brügger, bác sĩ Thụy Sĩ (s. 1920)
  - Carla Hansen, nữ văn sĩ Đan Mạch (s. 1906)
- 8 tháng 12: Rolf Heyne, nhà xuất bản Đức (s. 1928)
- 13 tháng 12: Chuck Schuldiner, nhạc công ghita, ca sĩ người Mỹ (s. 1967)
- 14 tháng 12: W. G. Sebald, nhà văn Đức (s. 1944)
- 15 tháng 12: Rufus Thomas, nhạc sĩ blues Mỹ (s. 1917)
- 16 tháng 12:
  - Stefan Heym, nhà văn Đức (s. 1913)
  - Christian Loidl, nhà văn Đức (s. 1957)
- 20 tháng 12: Léopold Sédar Senghor, thi sĩ, chính khách (s. 1906)
- 22 tháng 12:
  - Angèle Durand, nữ ca sĩ, diễn viên Bỉ (s. 1925)
  - Grzegorz Ciechowski, nhạc sĩ nhạc rock Ba Lan (s. 1957)
- 30 tháng 12: Hans Hermsdorf, chính khách Đức (s. 1914)
- 31 tháng 12: Eileen Heckart, nữ diễn viên Mỹ (s. 1919)

## Giải Nobel
- Vật lý: Eric A. Cornell, Wolfgang Ketterle, Carl E. Wieman
- Hóa học: William S. Knowles, Ryoji Noyori, K. Barry Sharpless
- Y học: Leland H. Hartwell, R. Timothy Hunt, Paul M. Nurse
- Văn học: V S. Naipaul
- Hòa bình: Liên Hợp Quốc, Tổng thư ký Kofi Annan
- Kinh tế học: George A. Akerlof, Michael Spence, Joseph E. Stiglitz